# 148-ма окрема артилерійська бригада (Україна)
148-ма окрема артилерійська Житомирська бригада (148 ОАБр, в/ч А3316) — артилерійське з'єднання у складі 8 корпусу Десантно-штурмових військ Збройних сил України. Базується у місті Житомир.
У березні 2015 року, після початку російської агресії, на базі 81 ОАеМБр був сформований 148-й гаубичний самохідно-артилерійський дивізіон. Бойове хрещення дивізіон отримав влітку 2015 року, під час оборони Донецького аеропорту і прилеглих до нього районів.
У 2022 році дивізіон брав участь у відбитті російського повномасштабного вторгнення. Навесні 2023 року дивізіон переформований на бригаду.

## Історія

### Передумови
У лютому 2014 року почалася російська збройна агресія проти України: Росія вторглася до Криму та анексувала його. Вже у квітні розпочалися бойові дії війни на сході, після захоплення Слов'янська Донецької області російськими диверсійними загонами під командуванням Ігоря Гіркіна. Влітку українські війська вели важкі бої на російсько-українському кордоні, під Донецьком, Луганськом, та на Приазов'ї. Після втручання регулярної російської армії, українські сили зазнали низку поразок і були змушені відійти з-під Луганська, Іловайська та Новоазовська.

### Створення
На виконання спільної директиви Міністерства оборони України та Генерального штабу Збройних Сил України 28.08.2015 на фондах 81 окремої аеромобільної бригади було сформовано 148 окремий гаубичний самохідно-артилерійський дивізіон.
У квітні 2023 року відповідно до Директиви Міністра оборони України та Головнокомандувача Збройних Сил України 148-й окремий гаубичний самохідний артилерійський дивізіон Десантно-штурмових військ Збройних Сил України було переформовано в 148-му окрему артилерійську бригаду Десантно-штурмових військ Збройних Сил України.
23 серпня 2024 року указом Президента України бригаді присвоєно почесне звання «Житомирська».
У квітні 2025 року увійшла до 8-го корпусу ДШВ.

## Бойовий шлях

### АТО / ООС
З вересня по грудень 2015 року 148 огсадн виконував бойові завдання в підпорядкуванні командира оперативного тактичного угрупування «Південь» на території Херсонської області.
З грудня 2015 року виконував бойові завдання з вогневої підтримки загальновійськових підрозділів в Донецькій області в складі 81-ї окремої аеромобільної бригади, під час оборони м. Авдіївка.
28 грудня 2016 року 148 огсадн був виведений зі складу 81 ОАеМБр та надалі на його основі сформовано окрему військову частину, що підпорядковувалась командуванню Десантно-штурмових військ, з пунктом дислокації м. Житомир.
З листопада 2017 по травень 2018 року 148 огсадн виконував бойові завдання у резерві керівника Антитерористичної операції на території Донецької області в районі м. Авдіївка.
З 2019 по 2020 рік окремі артилерійські підрозділи виконували бойові завдання в складі десантно-штурмових бригад на території Донецької та Луганської областей.
З червня 2021 по лютий 2022 року 148 огсадн був залучений до виконання завдань в Операції об'єднаних сил на території Луганської області в районі м. Щастя. Артилерійські підрозділи 148 огсадн здійснювали артилерійську підтримку 79 ОДШБр під час оборонних боїв за м. Щастя напередодні повномасштабного вторгнення РФ.

### Повномасштабне вторгнення РФ в Україну
Зведені підрозділи, що були сформовані в м. Житомир на початку вторгнення протягом 2022 року здійснювали вогневу підтримку підрозділів під час оборони Макарова, Ізюма.
Артилерійські підрозділи 148 огсадн з 2022 по 2023 здійснювали артилерійську підтримку 79 ОДШБр, 95 ОДШБр під час оборонних боїв за міста Сіверськодонецьк, Рубіжне, Лисичанськ, Ямпіль, Лиман, Святогірськ, Слов'янськ, Мар'їнка, Курахове та підтримки наступальних дій 95 ОДШБр в районі Ізюму та Лиману.
4 вересня 2023 року президент Зеленський повідомив, що 148-ма бригада у складі ОСУВ «Таврія» вела бої на Запорізькому напрямку На той час бригада була озброєна 155-мм гаубицями M777. в складі ОТУ «Марун».
У жовтні 2023 року бригада перебувала на Оріхівському напрямку, де з травня 2023 її підрозділи виконували бойові завдання з вогневої підтримки оборонних дій загальновійськових підрозділів.
З червня 2023 по лютий 2024 підрозділи 148 ОАБр виконували бойові завдання з вогневого ураження противника на Запорізькому напрямку (Оріхів, Роботине, Вербове) в складі ОТУ «Марун» та Донецькому напрямку (Старомайорське, Урожайне, Новодонецьке) в складі ОТУ «Донецьк».
З лютого 2024 року 148 ОАБр продовжує виконувати бойові завдання з вогневого ураження противника в операційній зоні ОТУ «Донецьк».

## Озброєння
- 155-мм гаубиці M777[9]
- 155-мм самохідні артилерійські установки CAESAR[11]
- 122 мм БМ-21, 1П138[3]

## Командири[3]

### 148 огсадн
- 2015 — підполковник Рогоза Василь Васильович
- 2015—2020 — підполковник Тимофєєв Олег Костянтинович
- 2020—2023 — підполковник Змислий Олег Зеновійович

### 148 ОАБр
- 2023—2025 — полковник Лановий Максим Борисович[12][13]
- 2025 — дотепер — полковник Змислий Олег Зеновійович

## Втрати
- 11 жовтня 2023 — Зиблий Сергій. 27 жовтня 1992, м. Борзна. Загинув під час виконання бойового завдання на Запорізькому напрямку.[14]
- 8 березня 2025 — Гнатойко Микола Іванович, 1995, с. Тисів. Загинув на Донеччині.[15]

## Традиції та відзнаки
День частини відзначається 11 квітня.
Гасло бригади — «Сила у вогні (Force in the flame)».

### 148 огсадн
У 2021 році день військової частини 148 ОГСАДн відзначався 20 березня, а гаслом було — «Полум'я перемоги».
6 грудня 2021 року, до 30-ї річниці створення Збройних сил України, у місті Краматорську Донецької області командувач Операції об'єднаних сил генерал-лейтенант Олександр Павлюк вручив бойовий прапор частини 148-му дивізіону.
17 листопада 2022 року 148 окремий гаубичний самохідно-артилерійський дивізіон Десантно-штурмових військ Збройних Сил України указом Президента України Володимира Зеленського відзначений почесною відзнакою «За мужність та відвагу».

### 148 ОАБр
21 листопада 2023 року з метою відзначення високого професіоналізму, бойових заслуг, мужності та відваги особового складу військових частин Володимир Зеленський вручив бойовий прапор 148-й окремій артилерійській бригаді ДШВ ЗСУ.
23 серпня 2024 року указом президента України № 526/2024 бригаду відзначено почесною відзнакою «За мужність та відвагу».
23 серпня 2024 року указом № 529/2024, з метою відновлення історичних традицій національного війська, зважаючи на зразкове виконання покладених завдань під час захисту територіальної цілісності та незалежності України, Володимир Зеленський присвоїв 148 окремій артилерійській бригаді почесне найменування «Житомирська».